# Boron (hudební skupina)
Boron je česká kapela ze Sokolova v Karlovarském kraji na čele s frontmanem Lubošem Tóthem (zpěv, kytara). Hraje mix groove metalu, power metalu a hardcoru. Texty jsou výlučně v češtině, skupina bývá označována i jako česká Pantera.
Debutové studiové album ...za světlem! vyšlo pod hlavičkou Intermusic Production v roce 1997. Na svém kontě má celkem dvě dlouhohrající alba.

## Diskografie
Demo nahrávky
- Stanice smrt (1989)
- Komando Death (1990)
- Milosrdná prázdnota (1992)
- Society... (1996)

Studiová alba
- ...za světlem! (1997)
- Nenechám se zkrotit! (2001)